# Megophrys longipes
Megophrys longipes es una especie  de anfibios de la familia Megophryidae.

## Distribución geográfica
Es endémica de la península Malaya (Malasia, Tailandia y Birmania); citas dudosas de Camboya y Vietnam.

## Estado de conservación
Se encuentra amenazada por la pérdida de su hábitat natural.